# Hassi Delaa
Hassi Delaa là một đô thị thuộc tỉnh Laghouat, Algérie. Dân số thời điểm năm 2002 là 6.93 người.